# Morgan Ciprès
Morgan Ciprès (ur. 24 kwietnia 1991 w Melun) – francuski łyżwiarz figurowy, startujący w parach sportowych z Vanessą James. Uczestnik igrzysk olimpijskich (2014, 2018), brązowy medalista mistrzostw świata (2018), mistrz Europy (2019), brązowy medalista mistrzostw Europy (2017), zwycięzca finału Grand Prix (2018) oraz 6-krotny mistrz Francji (2013–2017, 2019). Zakończył karierę sportową 29 września 2020 roku.

## Kariera
Ciprès rozpoczął jazdę na łyżwach mając 4 lata. Początkowo był solistą i debiutował w zawodach międzynarodowych podczas Junior Grand Prix na Ukrainie w 2004 roku, gdzie zajął 20. miejsce. Jazdę indywidualną kontynuował do 2010 roku, gdy był czwarty na mistrzostwach Francji. 
We wrześniu 2010 roku jego partnerką sportową została Vanessa James z którą przygotowywał się do zmiany uprawianej konkurencji na pary sportowe. W sezonie 2010/2011 para nie rywalizowała w oficjalnych zawodach, gdyż Ciprès musiał nauczyć się elementów łyżwiarskich wykonywanych w nowej konkurencji. 
W pierwszym wspólnym sezonie 2011/2012 zajęli 6. miejsce na mistrzostwach Europy i 16. miejsce na mistrzostwach świata. Zdobyli wspólnie pierwszy medal mistrzostw Francji, srebro, przegrywając jedynie z parą Popowa / Massot. W kolejnym sezonie zaczęli stawać na podium zawodów międzynarodowych, zajęli trzecie miejsce na NRW Trophy 2012 i Nebelhorn Trophy 2012 oraz wygrali International Challenge Cup 2012. Oprócz tego znacząco poprawili swoje lokaty na zawodach mistrzowskich – 4. miejsce na mistrzostwach Europy i 8. miejsce na mistrzostwach świata oraz rozpoczęli swoją pięcioletnią dominację w mistrzostwach Francji. 
W sezonie olimpijski 2013/2014 para James / Ciprès była zmuszona do wycofania się ze Skate America 2013 z powodu kontuzji nadgarstka Ciprèsa, który nie mógł wykonywać podnoszeń. Dalsze występy pary były niezagrożone i po wygraniu drugiego tytułu mistrzów Francji zajęli 5. miejsce na mistrzostwach Europy. James / Ciprès wzięli udział w Zimowych Igrzyskach Olimpijskich 2014 w Soczi, gdzie w zawodach par sportowych zajęli 10. miejsce z notą łączną 179,43 pkt, zaś w zawodach drużynowych uzyskali 7. lokatę, co pozwoliło reprezentacji Francji zakończyć zmagania drużynowe na 6. miejscu. Sezon zakończyli 10. miejscem na mistrzostwach świata.
W sezonie 2014/2015 ich największym sukcesem był brąz na Uniwersjadzie 2015 oraz trzeci tytuł mistrzów Francji. Kolejny sezon był dla nich bardziej udany. James / Ciprès po raz pierwszy stanęli na podium zawodów z cyklu Grand Prix zajmując drugie miejsce na Trophée Eric Bompard 2015. Ponadto stanęli na najniższym stopniu podium podczas Nebelhorn Trophy 2015 oraz zajęli drugie miejsce na Cup of Tyrol 2015. Na mistrzostwach Europy uplasowali się tuż za podium, zaś na mistrzostwach świata po raz kolejny byli 10. Oprócz tego zdobyli czwarty tytuł mistrzów Francji. W sezonie 2016/2017 znów stanęli na podium Trophée Eric Bompard 2016, tym razem zajmując trzecie miejsce. Miejsce drugie zajęli w Autumn Classic International 2016, czyli zawodach z cyklu Challenger Series. Po zdobyciu piątego tytułu mistrzów kraju zdobyli swój pierwszy medal mistrzostw Europy w Ostrawie, gdzie przed nimi uplasowali się Rosjanie Tarasowa / Morozow oraz Niemcy Sawczenko / Massot. Sezon zakończyli 8. lokatą na mistrzostwach świata.
Sezon olimpijski 2017/2018 otworzyli zwycięstwem w zawodach Challenger Series Autumn Classic International 2017. Następnie zajęli drugie miejsce w Internationaux de France 2017 oraz trzecie miejsce w Skate Canada International 2017. Na mistrzostwach Europy w Moskwie przegrali brązowy medal z parą gospodarzy Zabijako / Enbiert o 0,01 pkt. Następnie wystąpili na Zimowych Igrzyskach Olimpijskich 2018 w Pjongczangu, gdzie w zawodach par sportowych byli na 5. miejscu. Wystąpili również w zawodach drużynowych, gdzie po zajęciu 6. miejsca ich reprezentacja zakończyła zawody na 10. miejscu. Na zakończenie sezonu para James / Ciprès odniosła największy sukces w dotychczasowej karierze, czyli zdobyła brązowy medal mistrzostw świata w Mediolanie.
James i Ciprès nie startowali w sezonie 2019/2020.
W lipcu 2020 roku Ciprès został oskarżony o molestowanie seksualne, gdy wyszło na jaw, że w grudniu 2017 roku wysłał on dwa zdjęcia swoich genitaliów do 13-letniej Amerykanki, łyżwiarki, która trenowała na tym samym lodowisku na Florydzie. Okazało się, że trenerzy pary, Zimmerman i Silvia Fontana wiedzieli o sytuacji i wywierali naciski na rodziców dziewczynki, aby nie zgłaszali incydentu na policję lub do US Center for SafeSport, tak, aby James i Ciprès mogli wystartować w ówcześnie nadchodzących igrzyskach olimpijskich.
James i Ciprès przekazali informację o zakończeniu kariery sportowej 29 września 2020 roku przez Francuską Federację Sportów Lodowych.

## Osiągnięcia

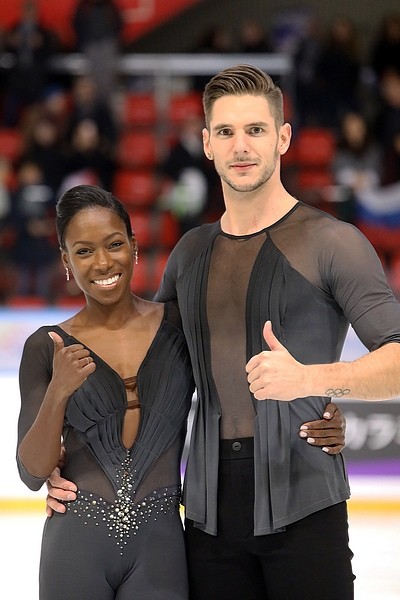
James i Ciprès na podium zawodów Internationaux de France 2018

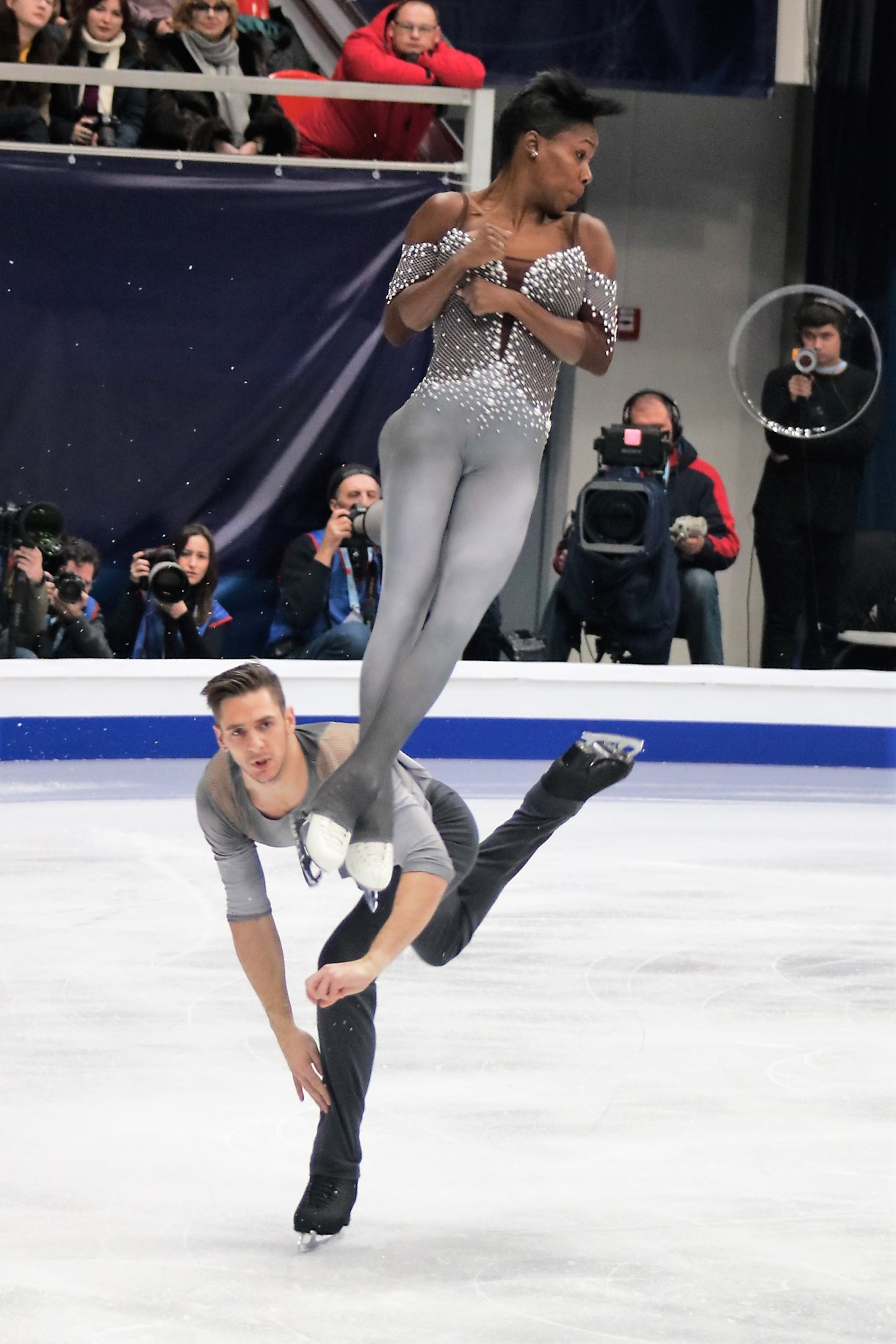
Mistrzostwa Europy 2018

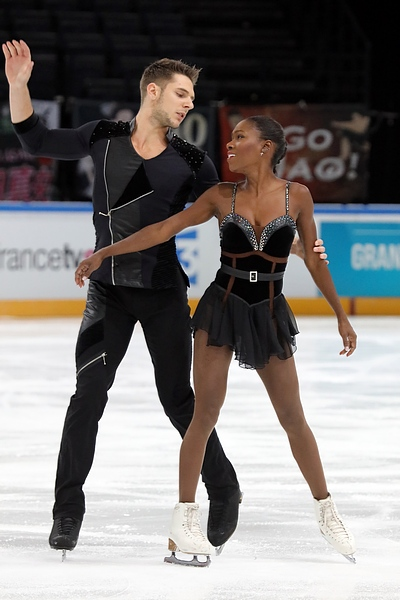
Trophée de France 2016

### Pary sportowe

#### Z Vanessą James
| Zawody                          | 11–12          | 12–13          | 13–14          | 14–15          | 15–16          | 16–17          | 17–18          | 18–19          |                |                |                |                |                |                |                |                |                |
| Międzynarodowe                  | Międzynarodowe | Międzynarodowe | Międzynarodowe | Międzynarodowe | Międzynarodowe | Międzynarodowe | Międzynarodowe | Międzynarodowe | Międzynarodowe | Międzynarodowe | Międzynarodowe | Międzynarodowe | Międzynarodowe | Międzynarodowe | Międzynarodowe | Międzynarodowe | Międzynarodowe |
| ------------------------------- | -------------- | -------------- | -------------- | -------------- | -------------- | -------------- | -------------- | -------------- | -------------- | -------------- | -------------- | -------------- | -------------- | -------------- | -------------- | -------------- | -------------- |
| Igrzyska olimpijskie            |                |                | 10             |                |                |                | 5              |                |                |                |                |                |                |                |                |                |                |
| Mistrzostwa świata              | 16             | 8              | 10             | 9              | 10             | 8              | 3              | 5              |                |                |                |                |                |                |                |                |                |
| Mistrzostwa Europy              | 6              | 4              | 5              | 5              | 4              | 3              | 4              | 1              |                |                |                |                |                |                |                |                |                |
| GP Finał Grand Prix             |                |                |                |                |                |                |                | 1              |                |                |                |                |                |                |                |                |                |
| GP NHK Trophy                   |                |                |                |                | 6              |                |                |                |                |                |                |                |                |                |                |                |                |
| GP Skate America                |                | 4              | WD             |                |                | 4              |                |                |                |                |                |                |                |                |                |                |                |
| GP Skate Canada International   |                |                |                | 5              |                |                | 3              | 1              |                |                |                |                |                |                |                |                |                |
| GP Internationaux de France     | 8              | 6              | 5              | 5              | 2              | 3              | 2              |                |                |                |                |                |                |                |                |                |                |
| CS Nebelhorn Trophy             |                |                |                | 4              | 3              |                |                |                |                |                |                |                |                |                |                |                |                |
| CS Autumn Classic International |                |                |                |                |                | 2              | 1              | 1              |                |                |                |                |                |                |                |                |                |
| International Challenge Cup     |                | 1              |                |                |                |                |                |                |                |                |                |                |                |                |                |                |                |
| International Cup of Nice       | 5              |                |                |                |                |                |                |                |                |                |                |                |                |                |                |                |                |
| Cup of Tyrol                    |                |                |                |                | 2              |                |                |                |                |                |                |                |                |                |                |                |                |
| Denkowa-Stawiski Cup            |                |                | 1              |                |                |                |                |                |                |                |                |                |                |                |                |                |                |
| Nebelhorn Trophy                |                | 3              |                |                |                |                |                |                |                |                |                |                |                |                |                |                |                |
| Memoriał Ondreja Nepeli         | 5              |                |                |                |                |                |                |                |                |                |                |                |                |                |                |                |                |
| NRW Trophy                      |                | 3              |                |                |                |                |                |                |                |                |                |                |                |                |                |                |                |
| Uniwersjada                     |                |                |                | 3              |                |                |                |                |                |                |                |                |                |                |                |                |                |
| Krajowe                         |                |                |                |                |                |                |                |                |                |                |                |                |                |                |                |                |                |
| Mistrzostwa Francji             | 2              | 1              | 1              | 1              | 1              | 1              | WD             | 1              |                |                |                |                |                |                |                |                |                |
| Master's de Patinage            | 1              |                |                |                |                |                | 1              | 1              |                |                |                |                |                |                |                |                |                |
| Zawody drużynowe                |                |                |                |                |                |                |                |                |                |                |                |                |                |                |                |                |                |
| Igrzyska olimpijskie            |                |                | 6 T 7 P        |                |                |                | 10 T 6 P       |                |                |                |                |                |                |                |                |                |                |
| World Team Trophy               |                | 6 T 4 P        |                | 6 T 5 P        |                | 6 T 1 P        |                | 4 T 1 P        |                |                |                |                |                |                |                |                |                |

### Soliści
| Zawody                                | 04–05                                 | 05–06                                 | 06–07                                 | 07–08                                 | 08–09                                 | 09–10                                 |                                       |                                       |                                       |                                       |                                       |                                       |                                       |                                       |                                       |                                       |                                       |                                       |
| Międzynarodowe: Kategorie młodzieżowe | Międzynarodowe: Kategorie młodzieżowe | Międzynarodowe: Kategorie młodzieżowe | Międzynarodowe: Kategorie młodzieżowe | Międzynarodowe: Kategorie młodzieżowe | Międzynarodowe: Kategorie młodzieżowe | Międzynarodowe: Kategorie młodzieżowe | Międzynarodowe: Kategorie młodzieżowe | Międzynarodowe: Kategorie młodzieżowe | Międzynarodowe: Kategorie młodzieżowe | Międzynarodowe: Kategorie młodzieżowe | Międzynarodowe: Kategorie młodzieżowe | Międzynarodowe: Kategorie młodzieżowe | Międzynarodowe: Kategorie młodzieżowe | Międzynarodowe: Kategorie młodzieżowe | Międzynarodowe: Kategorie młodzieżowe | Międzynarodowe: Kategorie młodzieżowe | Międzynarodowe: Kategorie młodzieżowe | Międzynarodowe: Kategorie młodzieżowe |
| ------------------------------------- | ------------------------------------- | ------------------------------------- | ------------------------------------- | ------------------------------------- | ------------------------------------- | ------------------------------------- | ------------------------------------- | ------------------------------------- | ------------------------------------- | ------------------------------------- | ------------------------------------- | ------------------------------------- | ------------------------------------- | ------------------------------------- | ------------------------------------- | ------------------------------------- | ------------------------------------- | ------------------------------------- |
| Mistrzostwa świata juniorów           |                                       |                                       |                                       |                                       |                                       | 13                                    |                                       |                                       |                                       |                                       |                                       |                                       |                                       |                                       |                                       |                                       |                                       |                                       |
| JGP w Czechach                        |                                       |                                       | 17                                    |                                       | 11                                    |                                       |                                       |                                       |                                       |                                       |                                       |                                       |                                       |                                       |                                       |                                       |                                       |                                       |
| JGP w Estonii                         |                                       | 13                                    |                                       |                                       |                                       |                                       |                                       |                                       |                                       |                                       |                                       |                                       |                                       |                                       |                                       |                                       |                                       |                                       |
| JGP w Holandii                        |                                       |                                       | 18                                    |                                       |                                       |                                       |                                       |                                       |                                       |                                       |                                       |                                       |                                       |                                       |                                       |                                       |                                       |                                       |
| JGP w Niemczech                       |                                       |                                       |                                       |                                       |                                       | 11                                    |                                       |                                       |                                       |                                       |                                       |                                       |                                       |                                       |                                       |                                       |                                       |                                       |
| JGP na Ukrainie                       | 20                                    |                                       |                                       |                                       |                                       |                                       |                                       |                                       |                                       |                                       |                                       |                                       |                                       |                                       |                                       |                                       |                                       |                                       |
| JGP na Węgrzech                       |                                       |                                       |                                       |                                       |                                       | 9                                     |                                       |                                       |                                       |                                       |                                       |                                       |                                       |                                       |                                       |                                       |                                       |                                       |
| JGP w Wielkiej Brytanii               |                                       |                                       |                                       |                                       | 9                                     |                                       |                                       |                                       |                                       |                                       |                                       |                                       |                                       |                                       |                                       |                                       |                                       |                                       |
| Krajowe                               |                                       |                                       |                                       |                                       |                                       |                                       |                                       |                                       |                                       |                                       |                                       |                                       |                                       |                                       |                                       |                                       |                                       |                                       |
| Mistrzostwa Francji                   |                                       |                                       | 11                                    |                                       | 7                                     | 4                                     |                                       |                                       |                                       |                                       |                                       |                                       |                                       |                                       |                                       |                                       |                                       |                                       |